# GBA-DARPA Heliplane
Heliplane
GBA-DARPA Heliplaneの想像図
- 用途：実験機
- 分類：垂直離着陸機
- 設計者：Groen Brothers Aviation - ジョージア工科大学
- 製造者：
- 運用者DARPA

GBA-DARPA Heliplaneは従来のヘリコプターの2倍の速度で巡航可能な長航続距離垂直離着陸機の概念実証である。

## 概要
国防高等研究計画局 (DARPA)の予算で現在はen:Skyworks Globalに社名を変更したGroen Brothers Aviation(GBA)によって設計された。ホットサイクル式ローターを備え、機体の側面に備えられたウィリアムズ製のガスタービンから供給される空気を回転翼の翼端から噴射してその反動で回転する。
DARPAの目的は回転翼機の性能を固定翼機と競争可能な水準にまで高める事だった。概念は1980年代末からGBAが開発を進めてきたジャイロプレーンの技術的な要素を固定翼のビジネスジェット機と組み合わせたものだった。
GBAとジョージア工科大学の共同で4段階で複数年にわたり、US$4000万ドルの予算で進められ、15か月間に$640万ドルでアダム・エアクラフト・インダストリーズとウィリアムズ・インターナショナルが計画の第1段階で参画した。計画の1Bの段階ではジョージア工科大学が主導でGBAは副製造会社だった。第2段階では"高速飛行、高高度飛行の縮尺模型の風洞実験がNASAのラングレーで実施され、実物大の翼端ジェットのノズルが作成された。第2段階では予算が$24-2800万ドルに増額された。
翼端に備えられたジェットからの騒音によって2008年に計画は終了した。